# 東村 (山形県南村山郡)
東村（あずまむら）は、かつて山形県南村山郡にあった村。
江戸時代は出羽上山藩の領地内。

## 沿革
- 1889年（明治22年）4月1日 - 町村制施行に伴い南村山郡須田板村、久保川村、牧野村、原口村、小笹村、大門村、菖蒲村が合併し、東村が発足。
- 1896年（明治29年）4月21日 - 百姓一揆の牧野村庄屋屋敷跡に五ツ巴神社碑が造立される。
- 1954年（昭和29年）10月1日 - 南村山郡上山町、西郷村、本庄村、宮生村、中川村と合併し、市制施行して上山市となり消滅。

### 歴代村長
| 代 | 氏名       | 就任     | 退任     |
| -- | ---------- | -------- | -------- |
| 1  | 森犀助     | 明治32年 | 明治41年 |
| 2  | 森政太郎   |          |          |
| 3  | 粟野清太郎 |          |          |
| 4  | 小林傅四郎 |          |          |
| 5  | 井上與八郎 |          |          |

### 消滅時（1954年9月30日）の概要
- 村長：井上與八郎
- 村議会議長：尾形安太郎
- 議員定数：16名
- 面積：54.95k㎡
- 人口：3,368人
- 戸数：482戸

## 出身著名人
- 木村迪夫 - 詩人、評論家